# Los Corrales de Buelna
Los Corrales de Buelna ist eine Gemeinde in der spanischen Autonomen Region Kantabrien. Die Gemeinde liegt im Zentrum der Region und wird von sechs Bevölkerungszentren des Valle de Buelna gebildet: Barros, Las Caldas de Besaya, Cóo, San Mateo, Somahoz und Los Corrales de Buelna, das die Hauptstadt ist und der Gemeinde ihren Namen gibt, und ist 39 km von Santander, der Hauptstadt Kantabriens, entfernt.

## Orte
- Barros, (Fundort von Estelas cántabras)
- Las Caldas del Besaya
- Cóo
- Los Corrales de Buelna (Hauptstadt)
- San Mateo
- Somahoz

## Bevölkerungsentwicklung
| 1900        | 1910  | 1920  | 1930  | 1940  | 1950  | 1960  | 1970  | 1981   | 1991  | 2005   | 2019   |
| ----------- | ----- | ----- | ----- | ----- | ----- | ----- | ----- | ------ | ----- | ------ | ------ |
| 2 752       | 2 926 | 3 501 | 4 871 | 5 292 | 6 185 | 8 111 | 9 307 | 10 045 | 9 820 | 10 958 | 10 841 |
| Quelle: INE |       |       |       |       |       |       |       |        |       |        |        |

## Sehenswürdigkeiten
Bei archäologischen Ausgrabungen in Las Estelas en Barros wurden Gräber aus der Römerzeit freigelegt.

## Partnerstädte
- La Haie-Fouassière, Frankreich